# Ricardo Iorio
Pour les articles homonymes, voir Iorio.
Ricardo Iorio, né le 25 juin 1962 à Ciudadela (Tres de Febrero, Buenos Aires) et mort le 24 octobre 2023 à Coronel Suárez (Buenos Aires), est un musicien et producteur argentin. 
Il est connu pour être le fondateur des groupes V8, Hermética et Almafuerte, et comme étant l'une des personnalités les plus importantes de la scène heavy metal d'Argentine,,,.

## Biographie
Ricardo Iorio est né à l'hôpital Ramón Carrillo de Ciudadela et a grandi à Caseros. Au cours de son adolescence, il aide son père sur le marché dans la vente de pommes de terre : il y gagne le surnom de « Papero ». Il épouse Ana Mourín en 1987, et devient père de deux filles. Le couple se sépare en 1999, et Ana Mourín se suicide en 2001. 
À partir de 2000, il vit avec Fernanda García (Fernandita), avec qui il s'est marié en septembre 2012. 
Ricardo Iorio meurt le 24 octobre 2023 d'un arrêt cardiaque. 

## Idéologie
Ricardo Iorio se considère nationaliste bien qu'il n’adhère à aucun parti politique. Après avoir été insulté de « facho », il déclare : « Pour ceux qui nous traitent de fachos, est-il interdit d'aimer sa patrie ? » Ses déclarations concernant les détenus/disparus lors de la dernière dictature argentine, qu'il considère comme « très peu indemnisés » sont fustigées par les organismes de défense des droits de l'Homme et par différentes personnalités ou plutôt, si l’on comprend l’espagnol, « un poignée d'indemnisés car disparus », « des voleurs de naissance, c’est dans leur héritage [génétique] ». Il disait ne pas aimer les voleur qui jouent les victimes. Voilà la bonne traduction des liens en référence.
En août 2017, Ricardo Iorio revient sur ses paroles du morceau La Revancha de América d'Hermética afin que la communauté mapuche ne puisse pas l'utiliser en sa faveur. Il se déclare anti-Kirchner et anti-maçons.

## Discographie

### Albums studio
- 1997 : Peso argento (avec Sr. Flavio)
- 2008 : Ayer deseo, hoy realidad
- 2014 : Tangos y milongas
- 2015 : Atesorando en los cielos

### Avec Almafuerte
- 1995 : Mundo guanaco
- 1996 : Del entorno
- 1997 : Profeta en su tierra
- 1998 : Almafuerte
- 1999 : A fondo blanco
- 2001 : Piedra libre
- 2003 : Ultimando
- 2006 : Toro y pampa
- 2012 : Trillando la fina

### Avec Hermética
- 1989 : Hermética
- 1991 : Acido argentino
- 1994 : Víctimas del vaciamiento

### Avec V8
- 1983 : Luchando por el metal
- 1985 : Un paso más en la batalla
- 1986 : El fin de los inicuos